# Agraulis
Agraulis es un género de mariposas de la familia Nymphalidae (o un subgénero de Dione según otras taxonomías).

## Descripción
Especie tipo por monotípia Papilio vanillae Linnaeus, 1758.

## Diversidad
Existen 1 especie reconocida en el género, su distribución abarca la región neotropical y Neártica.

## Plantas hospederas
Las especies del género Agraulis se alimentan de plantas de las familias Malvaceae, Passifloraceae, Caprifoliaceae. Las plantas hospederas reportadas incluyen los géneros Corchorus, Passiflora, Lonicera.